# Amparo Acker-Palmer
Amparo Acker-Palmer (Amparo Palmer Andreu, nacida en Sueca, Comunidad Valenciana, España el 10 de septiembre de 1968) es una científica, bióloga molecular y neurocientífica española. Su investigación se centra en las similitudes del mecanismo de desarrollo de los nervios y los vasos sanguíneos. Ha trabajado junto a su esposo, Till Acker, quien es neurobiólogo, en la investigación de terapias para tumores. En su carrera, ha ganado varios premios, incluido el Premio Paul Ehrlich & Ludwig Darmstaeder para jóvenes investigadores en 2010. En 2012 fue elegida miembro de la Academia alemana de las ciencias naturales Leopoldina.

## Carrera académica
En 1986, Acker-Palmer estudió biología y bioquímica en la Universidad de Valencia y obtuvo un doctorado (dirigida por  Erwin Knecht) en 1996, con la tesis: Caracterizacion del proteasoma en diferentes localizaciones subcelulares. Estudió su posgrado en el Laboratorio Europeo de Biología Molecular en Heidelberg (Alemania), en el Departamento de Biología Progresiva, dirigido por Angel Nebreda y Rüdiger Klein, con quienes siguió estudiando como parte del grupo de investigación del Instituto Max Planck de Neurobología en Múnich en 2001.
Es profesora en Fráncfort del Meno desde 2007. También es directora del Departamento de Neurobiología Molecular y Celular en el Instituto de Biología Celular y Neurociencia, e investigadora de la Red de Neurociencia de Rin-Meno desde 2012.
Acker-Palmer estudia la base molecular de la plasticidad sináptica y el desarrollo del sistema nervioso. Examina los receptores del gen ephrin-B y ha encontrado relaciones entre el desarrollo estructural del sistema nervioso y los vasos sanguíneos (angiogénesis). Esta última puede aplicarse en el estudio de las metástasis de los tumores. También descubrió que el sistema nervioso y el sistema vascular utilizan moléculas similares y tienen genes comunes.

## Reconocimientos
- Beca de doctorado del gobierno español (1992-1996)[8]
- Premio Extraordinario de Doctorado de la Universidad de Valencia, España (1997)
- Elegida becaria de la Unión Europea (UE) en el "Programa de formación y movilidad de investigadores" (1997-1999)[9]
- Ganó 60.000 € del premio Paul Ehrlich & Ludwig Darmstaeder para jóvenes investigadores por su investigación para descubrir las similitudes entre el desarrollo de los nervios y los vasos sanguíneos (2010)
- Recibió el premio Gutenberg Research Fellowship Award (2012)
- Elegida como miembro de Max Planck en el MPI por Brain Research (2014)
- En 2014 fue elegida miembro de la Academia Europæa.
- Recibió un premio de 2,5 millones de euros del Consejo Europeo de Investigación (ERC) (2015)